# Giuseppe Bruscolotti
Giuseppe Bruscolotti (Sassano, provincia de Salerno, Italia, 1 de junio de 1951) es un exfutbolista italiano de los años setenta y ochenta. Se desempeñaba como defensa.

## Trayectoria
Su primer club fue el Sorrento, con el que debutó en 1970, en la Serie C. Tras lograr el ascenso a la Serie B y disputar otra temporada con el equipo sorrentino, fue adquirido por el Napoli. Su debut en la Serie A se produjo el 24 de septiembre de 1972 (Napoli-Ternana 1-0).
Ha jugado en el equipo azzurro hasta 1988, disputando 16 temporadas por un total de 511 partidos (récord de presencias absolutas en el club partenopeo después de Marek Hamšík) y ganando un Scudetto, dos Copas de Italia y una Anglo-Italian League Cup.

## Clubes
| Club            | País   | Año         |
| --------------- | ------ | ----------- |
| A.S. Sorrento   | Italia | 1970 - 1972 |
| S. S. C. Napoli | Italia | 1972 - 1988 |

## Palmarés

### Campeonatos nacionales
| Título      | Club            | País   | Año         |
| ----------- | --------------- | ------ | ----------- |
| Copa Italia | S. S. C. Napoli | Italia | 1975 - 1976 |
| Serie A     | S. S. C. Napoli | Italia | 1986 - 1987 |
| Copa Italia | S. S. C. Napoli | Italia | 1986 - 1987 |

### Copas internacionales
| Título                   | Club            | País   | Año  |
| ------------------------ | --------------- | ------ | ---- |
| Anglo-Italian League Cup | S. S. C. Napoli | Italia | 1976 |